# Patrick Dougherty
Patrick Dougherty (* 21. November 1931 in Kensington, New South Wales; † 30. August 2010 in Bathurst, New South Wales) war ein australischer Theologe und römisch-katholischer Bischof von Bathurst. 

## Leben
Patrick Dougherty studierte ab 1950 am St. Patrick’s College in Manly und später am Propaganda Fide College in Rom. Er empfing am 7. Dezember 1954 die Priesterweihe in Rom durch Erzbischof Pietro Sigismondi, Sekretär der Congregatio de Propaganda Fide, für das Erzbistum Sydney. 1957 beendete er sein Promotionsstudium in spiritueller Theologie an der Päpstlichen Universität Urbaniana in Rom. Nach einem Jahr in der Seelsorge in St. Mel’s in Campsie, einer der Vorstädte von Sydney, kehrte er nach Rom zurück und beendete auf Wunsch von Norman Thomas Kardinal Gilroy sein Forschungsprojekt über Mary Potter (1847–1913), die Gründerin der Ordensgemeinschaft Little Company of Mary. Er engagierte sich in der Priesterausbildung und lehrte von 1959 bis 1961 die Fächer Logik, Geschichte der Philosophie, Latein und Italienisch am St. Columba’s College in Springwood, war 1961 Studiendekan der theologischen Fakultät und Spiritual für die Erstsemester. 1962 kehrte er als Assistenz-Vizerektor an das Propaganda Fide College in Rom zurück und wurde 1967 deren Vizerektor. 1970 kehrte er nach Australien zurück und wurde Sekretär der Australischen Bischofskonferenz in Canberra.
Papst Paul VI. ernannte ihn am 15. Oktober 1976 zum Titularbischof von Lete und zum Weihbischof im Erzbistum Canberra-Goulburn. Die Bischofsweihe spendete ihm der Erzbischof von Canberra, Thomas Vincent Cahill, am 8. Dezember 1978; Mitkonsekratoren waren der Erzbischof von Sydney, James Darcy Kardinal Freeman, und Erzbischof Gino Paro, Apostolischer Nuntius in Australien.
Am 1. September 1983 ernannte ihn Papst Johannes Paul II. zum Bischof von Bathurst.
Papst Benedikt XVI. gab seinem altersbedingten Rücktrittsgesuch am 11. November 2008 statt.

## Schriften
- Mother Mary Potter, Foundress of the Little Company of Mary, 1963